# James Gunn (scrittore)
James Edwin Gunn, meglio conosciuto come James E. Gunn (Kansas City, 12 luglio 1923 – Lawrence, 23 dicembre 2020), è stato uno scrittore di fantascienza statunitense.
Oltre che autore, è stato anche curatore editoriale, accademico e antologista. Le sue opere degli anni sessanta e settanta sono considerate le più significative nella sua narrativa, mentre il suo lavoro più importante come curatore è considerata la serie antologica Le vie della fantascienza (The Road to Science Fiction). Ha vinto un Premio Hugo per un'opera non narrativa nel 1983 dal titolo Isaac Asimov: The Foundations of Science Fiction ed è stato insignito nel 2007 del premio Damon Knight Memorial Grand Master dalla Science Fiction and Fantasy Writers of America.
È stato professore d'inglese e direttore del Center for the Study of Science Fiction, entrambi presso l'Università del Kansas.

## Biografia
Gunn prestò servizio nella marina statunitense durante la seconda guerra mondiale, dopodiché entrò nella Università del Kansas, conseguendo un bachelor in giornalismo scientifico nel 1947 e un Masters of Arts in inglese nel 1951. Divenuto membro di facoltà della stessa università, Gunn vi lavorò come direttore delle pubbliche relazioni e docente di inglese, specializzandosi nella fantascienza e nella narrativa. Fu professore emerito e direttore del Center for the Study of Science Fiction, che conferisce il premio John W. Campbell Memorial per il migliore romanzo e il Premio Theodore Sturgeon Memorial alla Campbell Conference a Lawrence (Kansas), nel luglio di ogni anno.
È stato presidente dell'associazione Science Fiction Writers of America (SFWA) dal 1971 al 1972 e presidente della Science Fiction Research Association dal 1980 al 1982. La SFWA lo ha insignito di un premio Grand Master alla carriera per la fantascienza nel 2007.

### Carriera letteraria
Gunn iniziò la propria carriera come autore di fantascienza nel 1948. Ha pubblicato circa 100 racconti su riviste e antologie, ha scritto ventisei libri e ne ha curati dieci. Molte delle sue opere sono state ripubblicate e tradotte in varie parti del mondo.
Tra i suoi romanzi più noti vi sono Gli immortali del 1964 e Gli ascoltatori (The Listeners) del 1972, che Carl Sagan ha definito "Uno dei migliori ritratti immaginari mai scritti del contatto con un'intelligenza extraterrestre".
Nel 1996 Gunn ha scritto un adattamento dell'episodio mai prodotto della serie classica di Star Trek dal titolo The Joy Machine, originariamente ideato da Theodore Sturgeon.

## Opere
(Elenco parziale)

### Narrativa
- Questo mondo inespugnabile (This Fortress World, 1955)
- Un ponte tra le stelle (Star Bridge, con Jack Williamson, 1955)
- Station in Space (antologia di racconti, 1958)
- I fabbricanti di felicità (The Joy Makers, 1961)
- Gli immortali (The Immortals, 1964; ediz. rivista ed espansa 2004)
- Futuro imperfetto (Future Imperfect, antologia di racconti, 1964)
- Tempo di streghe (The Witching Hour, antologia di racconti, 1970)
- Gli ascoltatori (The Listeners, 1972)
- Futuro al rogo (The Burning, 1972)
- Some Dreams Are Nightmares (antologia di racconti, 1974)
- The End of the Dreams (antologia di racconti, 1975)
- The Magicians (1976)
- Kampus (1977)
- The Dreamers (1981)
- Crisis! (1986)
- The Millennium Blues (2001)
- Human Voices (2002)
- Un regalo dalle stelle (Gift from the Stars, 2005)
- Oltre l'ignoto (Transcendental , 2013), Mondadori, (Urania 1683 - ottobre 2020)[7]
- Balzo nell'altrove (Transgalactic , 2016), Mondadori, (Urania 1689 - aprile 2021)[7]
- La trasformazione (Transformation , 2017), Mondadori, (Urania 1698 - gennaio 2022)[7]

### Opere non narrative
- Storia illustrata della fantascienza (Alternate worlds: the illustrated history of science fiction, 1975, Prentice-Hall. ISBN 0-89104-049-8 )
- Isaac Asimov: The Foundations of Science Fiction, 1982, Scarecrow Press, 2ª ed. (1996) ISBN 0-8108-3129-5[3]
- Speculations on Speculation: Theories of Science Fiction (con Matthew Candelaria), 2005, Scarecrow Press
- Inside Science Fiction, 2006, Scarecrow Press
- Reading Science Fiction (con Matthew Candelaria e Marleen S. Barr), 2008, Palgrave Macmillan

Tra le antologie che ha curato vi è la serie Le vie della fantascienza (The Road to Science Fiction, 6 volumi dal 1977 al 1998, solo il primo dei quali tradotto in italiano).

## Adattamenti
Le sue storie sono anche state adattate per la radio e la televisione:
- X Minus One, NBC radio.
- "Man in Orbit", Desilu Playhouse, 1959, tratta dal racconto Le caverne della notte (The Cave of Night, 1955).
- The Immortal (1969), Movie of the Week, ABC-TV, e una serie televisiva di un'ora, L'immortale (The Immortal) nel 1970, tratta da Gli immortali.
- Un episodio della serie televisiva sovietica di fantascienza Questo mondo fantastico, filmata nel 1989 e intitolata "Psicodinamica della stregoneria", tratta dal racconto del 1953 Wherever You May Be.[8]

## Premi e riconoscimenti
- Premio Pilgrim 1976 della Science Fiction Research Association alla carriera accademica nella fantascienza
- Premio speciale alla World Science Fiction Convention del 1976 per i mondi alternativi (Alternate Worlds)
- Premio Hugo 1983 per Isaac Asimov: The Foundations of Science Fiction
- Premio Eaton 1992 alla carriera
- Premio Damon Knight Memorial Grand Master 2007 alla carriera nella fantascienza